# Alexander von Uhden

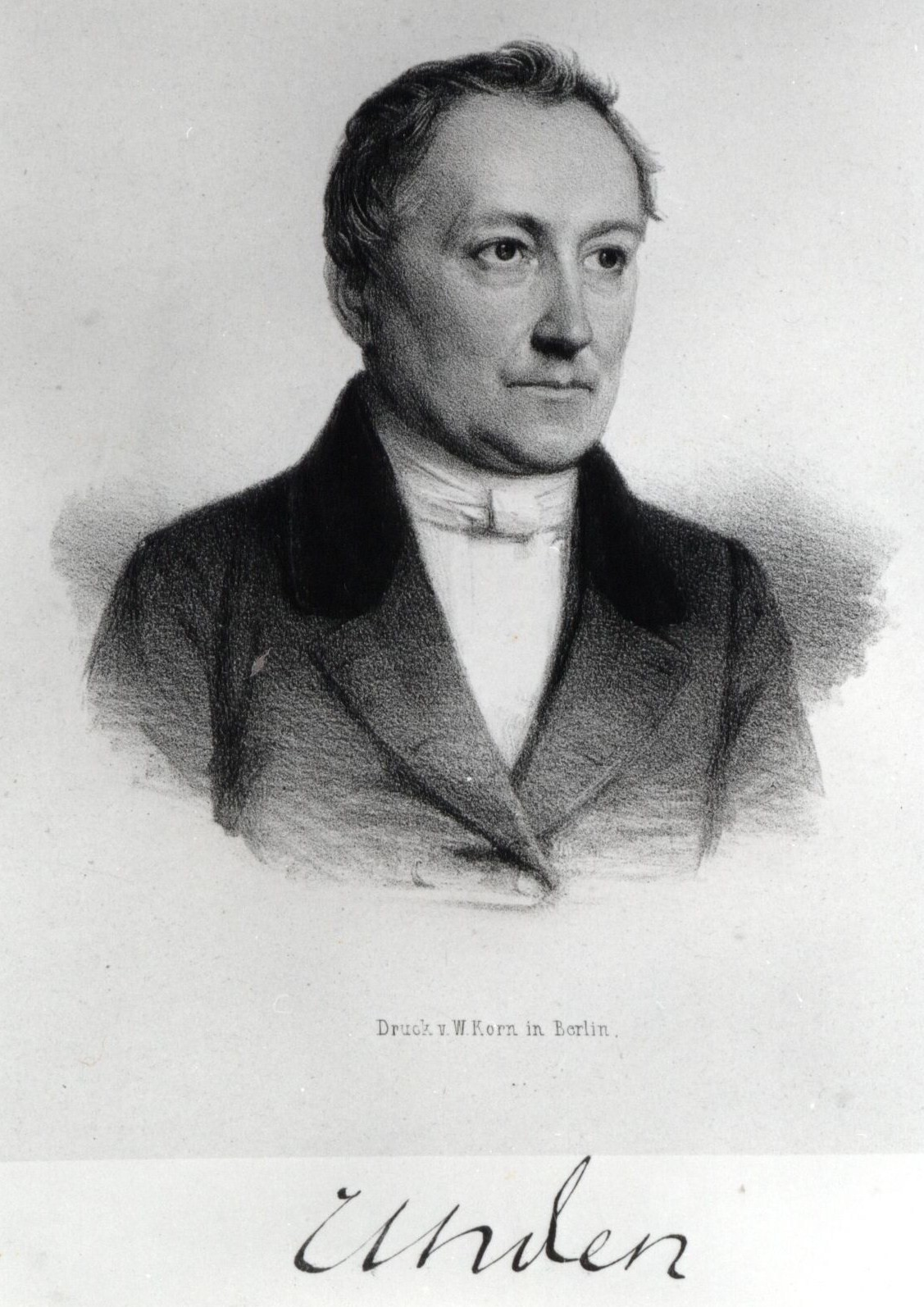
Alexander Uhden (1860)

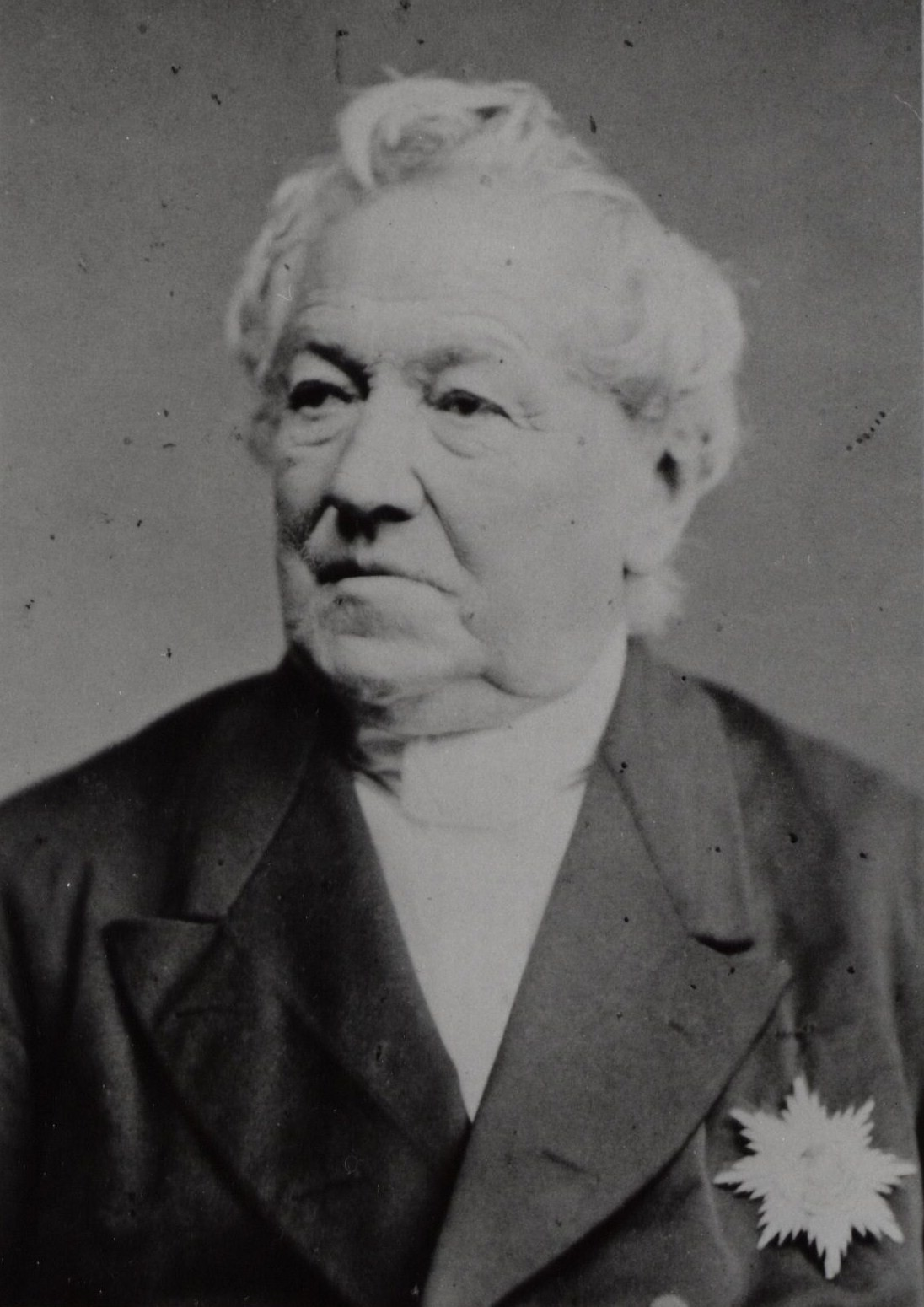
Alexander von Uhden
(nach 1871, mit Schwarzen Adlerorden)

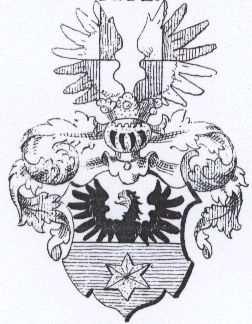
Wappen der
Familie von Uhden

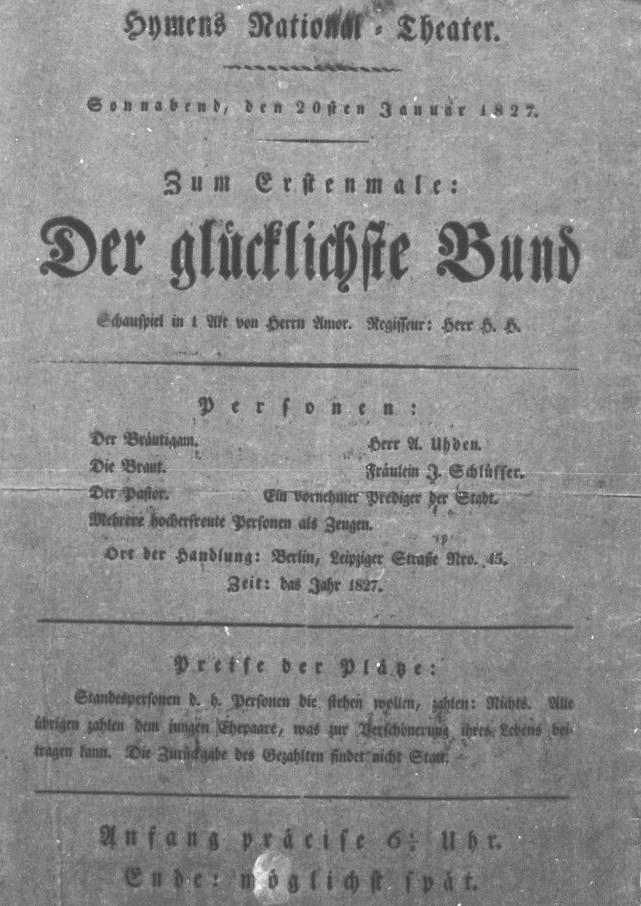
Hochzeitsanzeige von 1827 in Form eines Theaterprogramms

Karl Albrecht Alexander Uhden, ab 1871 von Uhden (* 9. Oktober 1798 in Berlin; † 31. Januar 1878 ebenda) war ein preußischer Politiker, Justizminister und letzter Präsident des Preußischen Obertribunals.

## Familie
Er entstammte dem alten Kaufmannsgeschlecht Uhden, aus ursprünglich Gardelegen in der Altmark, wo u. a. auftreten 1393 Ciriacus und Henning Uden, 1419 die Gebrüder Niclas und Ciriacus, 1493 Bürgermeister Udo Udonis und 1617 Nikolaus Uhden, der das Dorf Polvitz verkauft. In Egeln bei Magdeburg wird es 1552 urkundlich. Die gesicherte Stammreihe beginnt mit Christian Röttger Heinrich Uhde, Kaufmann in Egeln, und der dort am 6. Juni 1608 geehelichten Dorothea Rulmann.
Uhden ist der dritte Sohn des Geheimen Justizrats, Justizkommissars und Notars sowie Syndikus der kurmärkischen Landschaft Johann Adolf Peter Uhden und der Henriette Wilhelmine Liedtke. Seine Geschwister sind Leopold Friedrich (1797–1833), Adelheid Henriette († 1846), Ferdinand Erich (* 1795), Adolf Heinrich (1792–1860).
Uhden heiratete am 20. Januar 1827 in Berlin Juliane Friderike Auguste Schlüsser (* 25. August 1802 in Berlin; † 20. August 1869 ebenda). Von seinem Witz und seiner Phantasie zeugt die Hochzeitsanzeige und Einladung zur Feier, die er in Form der Ankündigung einer Theateraufführung verschickte. Sein Sohn war Heinrich Adolf Alexander von Uhden (* 1832). Wohl letzter genealogisch in der Fachliteratur erwähnter Nachfahre war der Dr. jur. Amtsgerichtsrat, Rittmeister und Rechtsritter des Johanniterordens, Richard von Uhden (* 1864).

## Adelsstand
Uhden wurde am 28. August 1871 aus Anlass seines 50-jährigen Dienstjubiläums mit der Verleihung des Schwarzen Adlerordens in den preußischen Adelsstand erhoben. Wappen: geteilt, oben in Silber ein wachsender roter Adler, unten in Rot ein goldener Stern; auf dem Helm mit rot-silberner Decke ein offener beidseitig von Silber und Rot gevierter Flug.

## Leben
Uhden besuchte in Berlin das Gymnasium, studierte seit 1818 Rechtswissenschaft an den Universitäten Heidelberg und Berlin. 1821 wurde er Auskultator beim Berliner Stadtgericht, 1823 Referendar, 1826 Kammergerichtsassessor, 1827 Justizrat beim Stadtgericht, 1833 Kammergerichtsrat und 1838 zugleich Geheimer Postrat. Im Jahr 1839 wurde er als Mitglied in der Gesetzlosen Gesellschaft zu Berlin aufgenommen. Ebenfalls 1839 wurde er als Geheimer Justizrat ins Geheime Zivilkabinett berufen, 1840 mit dem Roten Adlerorden III mit Schleife ausgezeichnet und zum Mitglied des Preußischen Staatsrats, 1841 zum Kabinettsrat und 1844 zum Geheimen Kabinettsrat ernannt. Vom 25. September 1844 bis 20. März 1848 war er königlich preußischer Justizminister. Im Jahr 1846 wurde er Mitglied des Bankenkuratoriums. Von Dezember 1849 bis 1854 war er Präsident des Appellationsgerichts in Breslau (Niederschlesien). Zugleich war er ab März 1851 preußischer Kommissar zur Regelung der kurhessischen Verfassungsangelegenheiten. Ab November 1854 bis zu seinem Tod (1878) war Uhden der letzte Chef-Präsident des Preußischen Obertribunals. Im Jahr 1855 wurde er schließlich als Nachfolger Mühlers Präsident des „Gerichtshofes für richterliche Beamte“.
Auch politisch wurde er zum Ende seiner Karriere aktiv: In den Jahren 1851 und 1852 war er Mitglied der Ersten Kammer, von 1852 bis 1854 konservatives Mitglied der Zweiten Kammer (Preußisches Abgeordnetenhaus), im Dezember 1852 und Januar 1853 auch deren Präsident, und von 1854 bis zu seinem Tod im Jahr 1878 war er als Kronsyndikus lebenslang Mitglied des Preußischen Herrenhauses. Er gehörte zu den Auserwählten, die am 18. Oktober 1861 in Königsberg der Feier der Krönung König Wilhelms beizuwohnen geladen waren und zählt zu den 102 Persönlichkeiten, die auf dem berühmten Krönungsmälde von Menzel persönlich abgebildet sind.
Alexander von Uhden starb am 31. Januar 1878 im Alter von 79 Jahren in Berlin. Die Provinzial-Correspondenz schrieb am 6. Februar: 
„Am Dienstag – (5. Februar 1878) – wohnten die beiden Majestäten – (Kaiser Wilhelm I. und Kaiserin Augusta) – mit den Prinzen der Einsegnung der Leiche des Chefpräsidenten des Obertribunals Staatsministers von Uhden bei, in welchem Se. Majestät nicht nur einen der treuesten Diener, sondern zugleich einen der letzten unter den Staatsbeamten ehrte, welche bereits unter dem Vater des Kaisers, dem hochseligen Könige Friedrich Wilhelm III., eine hervorragende Stellung eingenommen hatten.“
Uhden wurde auf dem St.-Matthäus-Kirchhof in Schöneberg beigesetzt. Das Grab ist nicht erhalten geblieben.

## Orden
- Roter Adlerorden III mit Schleife September 1840[11]
- Schwarzer Adlerorden 28. August 1871